# Chimarra gondela
Chimarra gondela är en nattsländeart som beskrevs av Oliver S. Flint Jr. 1974. Chimarra gondela ingår i släktet Chimarra och familjen stengömmenattsländor. Inga underarter finns listade i Catalogue of Life.